# Kamie Crawford
Kameran "Kamie" Crawford (nació el 25 de octubre de 1992) en Potomac, Maryland es la ganadora del concurso de belleza Srta Estados Unidos Adolescente 2010.

## Biografía
Crawford ganó el título de Srta Maryland Adolescente de Estados Unidos 2010 el 1 de noviembre de 2009. compitiendo en su primer certamen. Ella también ganó el Srta Fotogénica. Fue entrenada por LauRen Merola, Srta Pensilvania Estados Unidos 2008. El 24 de julio de 2010 Crawford representa a Maryland en el Srta Estados Unidos Adolescente 2010 donde se convirtió en la primera Srta Estados Unidos Adolescente representando a Maryland.

## Vida privada
Crawford es la hija de Víctor y Carla Crawford y tiene cuatro hermanos menores. Ella tiene ascendencia de Jamaica, Alemania, Irlanda, Cuba y de los Africanos-Americanos.
Crawford se graduó de la Escuela Secundaria "Winston Churchill" de Potomac, Maryland en 2010, donde fue capitana del equipo universitario de animadoras. Antes de ganar Srta Estados Unidos Adolescente 2010 pensaba ir a la Universidad de Alabama.
| Predecesor: Kasey Staniszewsk | Miss Maryland Teen USA 2010 | Sucesor: Kirsten Nicholson |
| Predecesor: Stormi Henley     | Miss Teen USA 2010          | Sucesor: Danielle Doty     |

- Datos: Q6357362
- Multimedia: Kamie Crawford / Q6357362